# Вірофаги

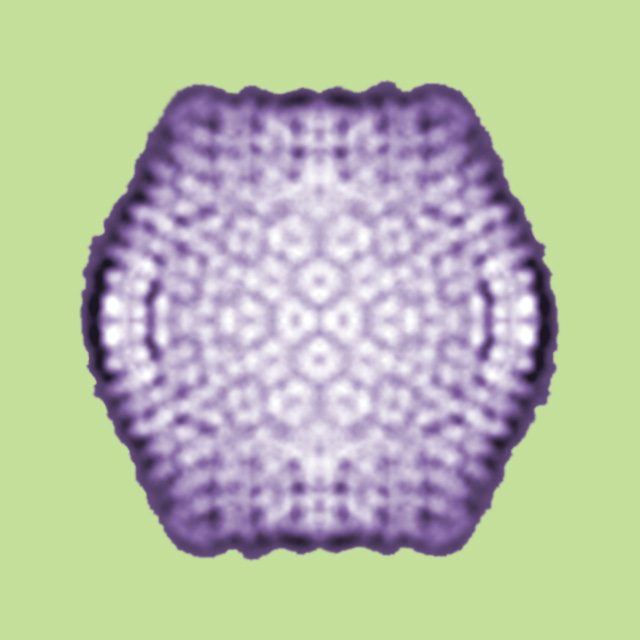
Капсид

Вірофа́ги (лат. Lavidaviridae) — група вірусів, які здатні розмножуватись у клітинах лише за присутності іншого вірусу (вірусу-господаря), що однак мають складніші геноми та віріони, ніж інші віруси-супутники. Вірофаги мають ікосаедричні капсиди, їхні геноми представлені дволанцюговими молекулами ДНК. Перші представники цієї групи вірусів описані 2008 року, а до кінця 2016 року було відомо 18 геномів вірофагів, два з яких майже повністю упослідовнені. Вірофагів виявлено в найрізноманітніших місцях — у глибоководних районах океанів і на суші; одного вірофагу було виділено з рідини для контактних лінз, тому, можливо, вірофаги взаємодіють із орґанізмом людини.
Вірофагів запропоновано виділити до родини Lavidaviridae, філогенетичні зв'язки якої поки не до кінця з'ясовані. Утім, станом на травень 2017 року Міжнародний комітет із таксономії вірусів офіційно визнавав лише два роди та три види.

## Історія вивчення
У всіх вивчених вірофагів вірус-господар належить до родини Mimiviridae (втім, у низки виділених вірофагів вірус-господар є невідомим), тому історія вивчення вірофагів є тісно пов'язаною з історією цієї родини ґіґантських вірусів. До 2008 року в цій родині був відомий лише один представник — мімівірус Acanthamoeba polyphaga mimivirus, що уражає амебу Acanthamoeba polyphaga. 2008 року було описано ще одного члена родини Mimiviridae, що розмножується в амебі Acanthamoeba castellanii, який здобув назву мамавірус. Водночас у цитоплазмі амеб, заражених мамавірусом, за допомогою електронної мікроскопії вдалось ідентифікувати маленькі віріони діаметром близько 50 нм (їхній геном складався з 18 343 пар основ, що кодують 21 білок). Їх виявлено у віроплазмі мамавірусу, за що новий вірус здобув назву Супутник.
В амебах, заражених мамавірусом і Супутником одночасно, утворені віріони мамавірусу мали неправильну морфолоґію, і лише 30 % з них були здатними зумовлювати інфекцію в інших клітинах. Позаяк Супутник використовував для свого розвитку віроплазму мамавірусу, знижуючи ефективність розмноження останнього. Супутника виділили до нової групи вірусів, що здобула назву вірофагів. З того часу було описано ще декілька вірофагів (головно на основі метагеномних даних). Удалось виділити шість вірофагів із найрізноманітніших джерел — як-от вода, ґрунт і навіть рідина для промивання контактних лінз, добутих у різних місцях: у Франції, США (Техасі), Бразилії та Тунісі. Ще більша кількість вірофагів відомі лише за геномними даними та описані за результатами метагеномного скринінґу зразків із різних місць.

## Морфолоґія

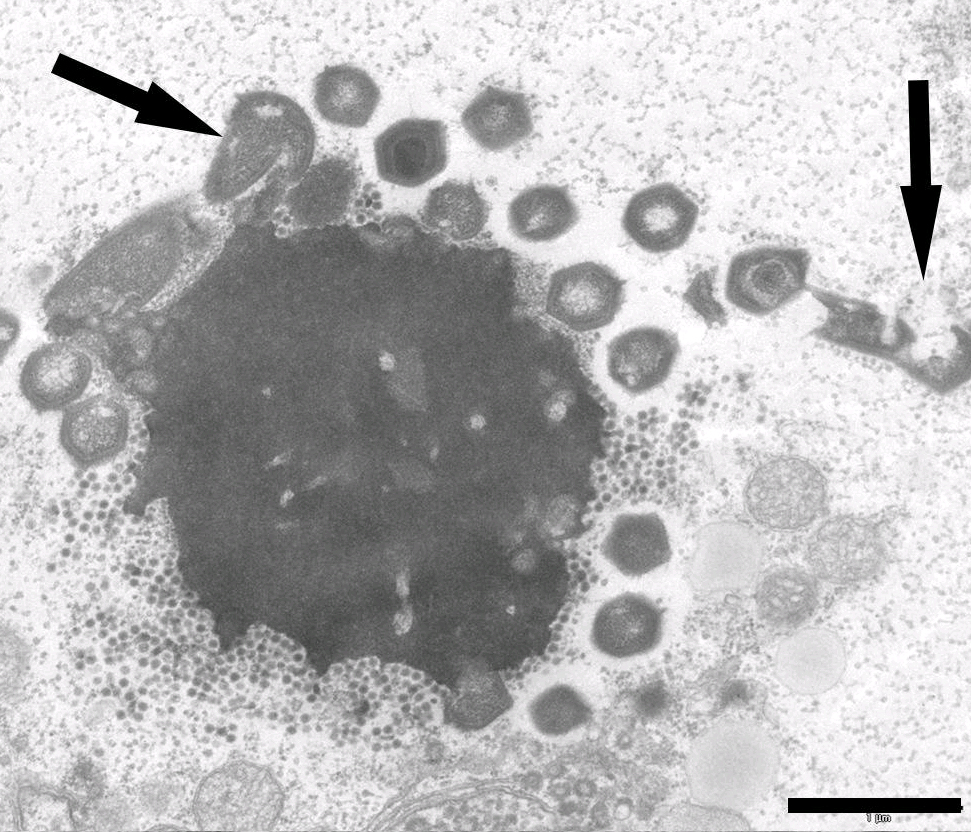
Електронна мікрофотографія віроплазми в клітині амеби, зараженої мімівірусом Mont1 і вірофагом Замілон. Стрілки вказують на ненормальні часточки мімівірусу. Масштабна лінійка 0,1 мкм

Усі виділені вірофаги — це маленькі віруси, що мають ікосаедричні капсиди діаметром 35—74 нм. Лише у вірофагу Супутник було вивчено просторову структуру капсиду (за допомогою кріоелектронної мікроскопії). Віріони Супутника мають діаметр 74 нм, а його ікосаедричний капсид складається з 260 псевдогексамерних і 12 пентрамерних капсомерів, що розміщені на верхівках капсиду. Псевдогексамерні капсомери утворюються під час тримеризації мономерів за допомогою укладання за типом рулету. У пентамерних капсомерах наявні центральні порожнини, які, як і в бактріофагів, можуть слугувати для входу та виходу з капсиду молекул ДНК. Під капсидом залягає ліпідний двошар завтовшки 4 нм.

## Екологія
Протягом декількох років, що минули з моменту відкриття перших вірофагів, віруси цієї групи були за допомогою метагеноміки виявлені в різних місцях проживання, від глибоководдя до суші, і в найрізноманітніших частинах земної кулі. Вірофагів виявляють в прісній воді і донних відкладеннях частіше, ніж в зразках води з глибоководних областей. Крім того, вірофаги були знайдені в ґрунті, льоді і повітрі. Вірофаги активно взаємодіють з іншими мікроорганізмами і навіть можуть впливати на їхній ріст; наприклад, Супутник може контролювати не тільки популяцію амеб, але і ріст бактерій, регулюючи вірулентність своїх вірусів-господарів. Впливаючи на динаміку популяцій гігантських вірусів і їх еукаріотичних господарів, вірофаги можуть мати значний вплив на різноманітні екосистеми.
Зв'язок вірофагов з людиною поки не цілком зрозумілий. У зразках фекалій і легеневої тканини людини були виявлені гігантські віруси; крім цього, гігантські віруси можуть вражати амеб, що населяють травний канал людини, і у фекальних зразках дійсно були виявлені послідовності, відповідні вірофагам. Крім того, вірофаг Супутник 2 було виділено з рідини для контактних лінз. Антитіла до вірофагу Супутник були виявлені у двох пацієнтів, які страждають від гарячки, і в одного з них спостерігалася сероконверсія. Дані про потенційну патогенність вірофагів для людини відсутні.